# Sonia Esplugas González
Sonia Esplugas González (Santa Eulàlia, l'Hospitalet de Llobregat, 1971) és una política catalana, diputada al Parlament de Catalunya en la IX legislatura.
És llicenciada en Publicitat i Relacions Públiques i diplomada en turisme per la Universitat Oberta de Catalunya i màster en direcció de comunicació corporativa (OBS Business School - Universitat de Barcelona). Militant del Partido Popular, a les eleccions municipals de 2007 i 2011 fou escollida regidora de l'Ajuntament de l'Hospitalet de Llobregat. En gener de 2012 va substituir en el seu escó María de los Llanos de Luna, escollida diputada a les eleccions al Parlament de Catalunya de 2010. Ha estat portaveu del grup parlamentari del PP en la Comissió d'Igualtat de les Persones del Parlament de Catalunya. El juliol 2014 fou proclamada presidenta del PP de l'Hospitalet de Llobregat i cap de llista d'aquest partit a les eleccions municipals espanyoles de 2015 i 2019. El maig del 2016 fou destituïda com a portaveu del PP a l'Ajuntament de l'Hospitalet, mentre era de baixa per maternitat.
Actualment és portaveu del Grup Municipal de PP a l'Ajuntament de L'Hospitalet